# Förenta nationernas konferens om mänsklig miljö
FN:s konferens om mänsklig miljö, även kallad Stockholmskonferensen 1972, var FN:s första miljökonferens och hölls i 5–16 juni 1972 i Stockholm med 114 representerade länder. Till ordförande valdes Sveriges jordbruksminister Ingemund Bengtsson. På öppningsceremonin på Kungliga Operan den 5 juni höll statsminister Olof Palme ett välkomsttal.
Sovjetunionen och de andra länderna i Östblocket deltog inte i konferensen i protest mot att Östtyskland inte fick delta, vilket berodde på att landet inte var medlem i FN. Konferensen ledde till få konkreta resultat, däremot hade den en betydande "ideologisk" betydelse då mycket av det senare internationella miljöarbetet byggt vidare på vad som startade med konferensen, däribland skapandet av deklarationen Earth Charter år 2000.
Det viktigaste dokumentet från Stockholms miljökonferens var Stockholmsdeklarationen. Deklarationen innehåller en inledning med 7 punkter och sedan 26 principer. Av dessa är princip 21 grundläggande för den internationella miljörätten, även kallad "no harm principle".
| ”                                                                      | States have, in accordance with the Charter of the United Nations and the principles of international law, the sovereign right to exploit their own resources pursuant to their own environmental policies, and the responsibility to ensure that activities within their jurisdiction or control do not cause damage to the environment of other States or of areas beyond the limits of national jurisdiction. | „ |
| – UN Conference on the Human Environment, Stockholm 1972, Principle 21 | |   |

Bland de konkreta resultaten fanns att UNEP bildades. Konferensen beslutade också att 5 juni skulle bli Världsmiljödagen.

## Stockholm+40
Stockholm+40 var en konferens som svenska regeringen anordnade 2012 för att uppmärksamma att 40 år gått sedan konferensen. Stockholm+40 syftade även till att förbereda för Rio+20. Jordens Vänner som inte tilläts komma på konferensen anklagade Stockholm+40 för att handla om greenwash. Naturvårdsverket och Det Naturliga Steget fokuserade på att jordens befolkning beräknas vara 9 miljarder år 2050. Både 1972 och 2012 hölls en alternativ konferens.